# Jean Michel Jaffry
 (mai 2025).
Jean Michel Jaffry est un militaire et homme politique français né le 15 juin 1877 à Audierne (Finistère). Ancien combattant de la Première Guerre mondiale, il est décoré de la Légion d'honneur à titre militaire, de la croix de guerre 1914-1918 (avec palme) suite au naufrage du sous-marin Le Monge. Élu maire d'Audierne en 1937, il y décède le 2 mars 1948, à l'âge de 70 ans.
Il est ami de Pierre Loti, de Claude Farrère et de Jacques de Thézac.

## Biographie

### Enfance à Audierne
Jean Michel Marie Jaffry voit le jour le vendredi 15 juin 1877 à Audierne, Grand'Rue, aujourd'hui rue Louis Pasteur. Il est le fils de Jean "Yves" Marie Jaffry, Marin et de Catherine Marie Anne Gamache, ménagère. À sa naissance, il a pour frères et sœurs : Felix "Yves" dit Yvon, Lucie Marie Josèphe et Eugène Marie.
En 1889, âgé de 11 ans, Jean Jaffry quitta l'école communale pour s'embarquer comme mousse sur une barque de pêche. Puis il est aide-manœuvre dans une usine de conserves.
À 14 ans, il entre à la dure École des Mousses à Brest.

### Marin de 1892 à 1923

#### De 1892 à la Première Guerre mondiale
Le 5 janvier 1892 il embarque à Brest sur le bateau école l'Austerlitz comme mousse. Il a 15 ans, il est engagé volontaire, matricule 68769. Puis il embarque à Toulon sur Indomptable, Océan, Caïman, Algésiras, le 12 juin il fait partie de la défense mobile en Algérie. Le 1 oct 1897, à l'âge de 20 ans il est Quartier maître de 1re Classe à Brest.
Son père Yves meurt le dimanche 9 janvier 1898 à Audierne.
Le 12 juin 1900, il embarque à Brest sur Friant  puis sur Dupuy de Lome comme Second Quartier Maître.
Il se marie avec Théodora Raymonde SERGENT (1875-1953), le mardi 9 avril 1901 à Audierne. Elle est factrice, fille de François Marie SERGENT et de Eulalie Marie Yvonne BARAOU. Ce couple aura quatre enfants, Marcel, Jeanne, Lucile et Yvonne Jaffry.
Le 17 mars 1902 il embarque à Toulon sur Montcalm. Le journal Le Gaulois décrit la rencontre avec le Tsar Nicolas 2.

Le 27 septembre, il embarque à Toulon sur le Vautour, où il devient ami avec Claude Farrère et Pierre Loti.

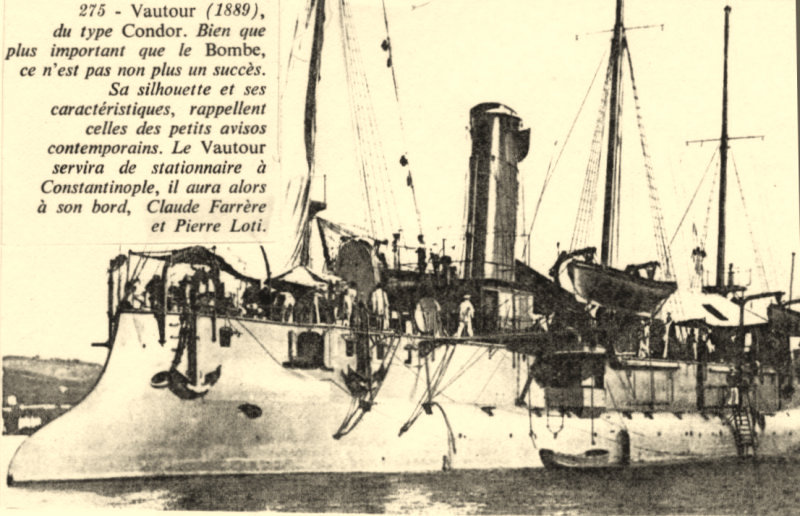
Le Vautour de la Classe Condor où ils ont pu faire connaissance.

Le 20 février 1905, il embarque à Cherbourg sur Sfax puis à Toulon dans la première flotte de sous-marin, Médée.
Le 25 février 1912 son fils de 9 ans Marcel meurt.
Le 26 avril 1912, il embarque à Toulon sur Epée puis sur le sous-marin Monge, 1er escadron de la première armée navale.

#### De la Première Guerre Mondiale à sa retraite militaire en 1923
À la déclaration de guerre en août 1914, à 36 ans, Jean est sur le sous-marin « Le Monge » avec Roland Morillot.

## Décorations
- Chevalier de la Légion d'honneur[5].
- Croix de guerre 1914-1918[6].